# 乔·克罗宁
约瑟夫·爱德华·克罗宁（Joseph Edward Cronin，1906年10月12日—1984年9月7日）曾是美国职棒大联盟的球员和教练。他在波士顿红袜时身穿的4号球衣被球队永久退役。他还曾担任过美国联盟主席。